# 小行星1255
小行星1255（1255 Schilowa）是一颗围绕太阳公转的小行星。1932年7月8日，格利果利·N·諾伊明在克里米亚发现了此天体。
該小行星以俄羅斯天文學家瑪麗亞·日洛娃命名。
这颗小行星的绝对星等为134.18238等。